# Tanúhegy

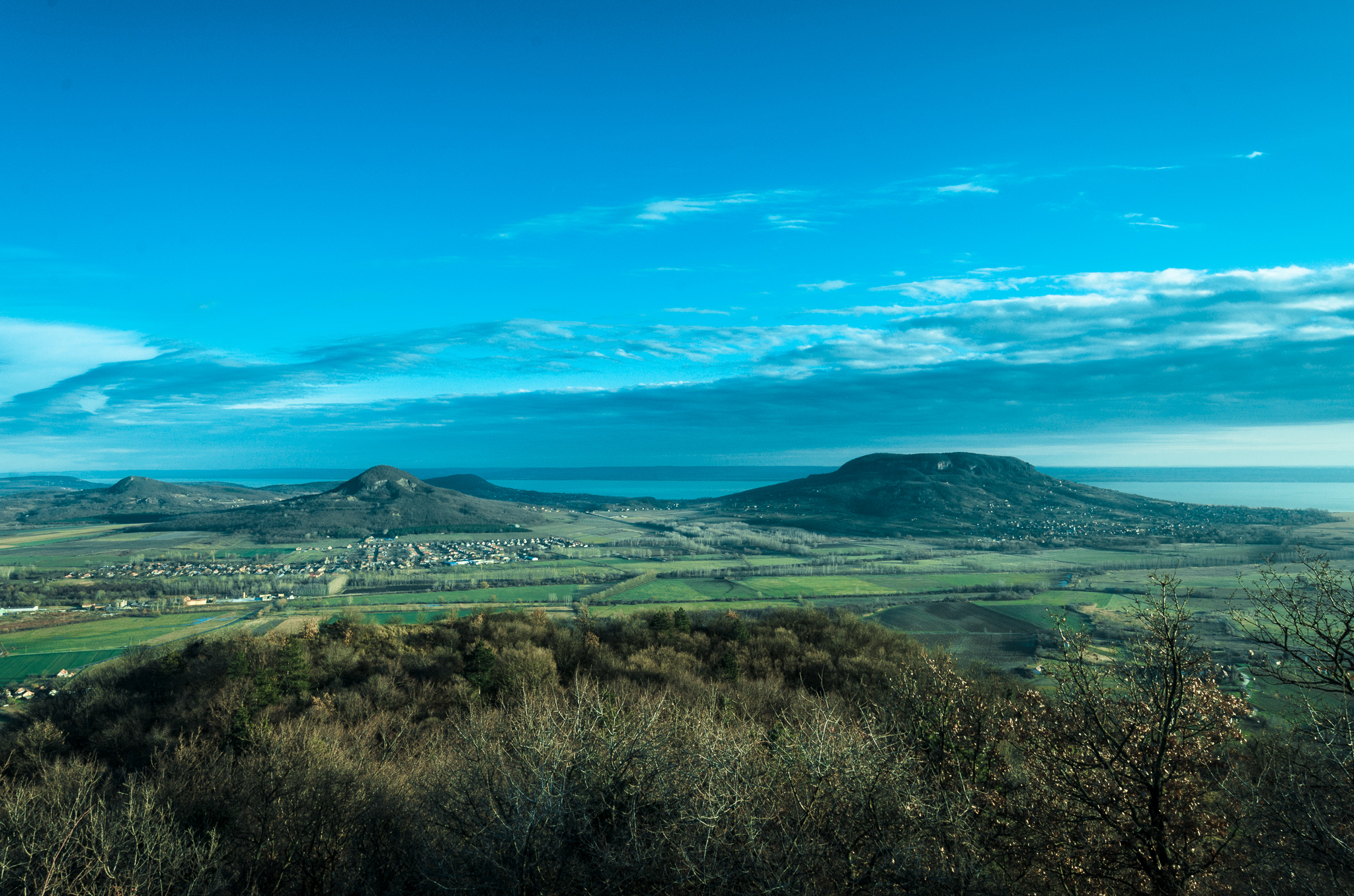
Tanúhegyek a Balaton-felvidéken (balról jobbra: Tóti-hegy, Gulács, Badacsony)

A tanúhegy földrajzi fogalom, egy felszínforma: egy terület felszínének valamilyen módon lepusztult, eredeti magasságát és rétegződését kőzetanyagának keménysége révén megőrző, elkülönülő kiemelkedés.

## Fajtái
A tanúhegyeket több szempont alapján különböztetjük meg egymástól.

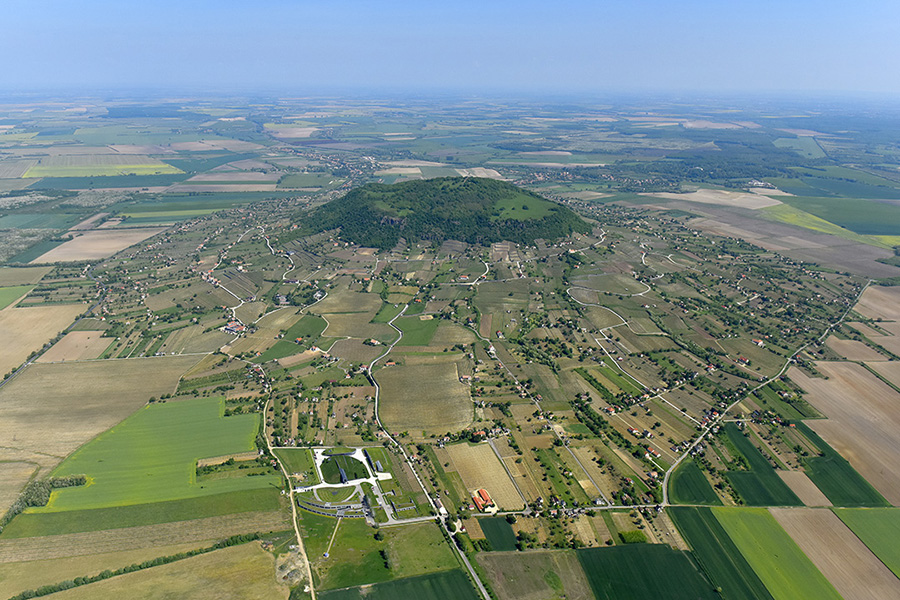
Somló hegy légifelvételen

### Kialakulás szerint
- meza vagy táblahegy: a víz eróziós tevékenysége által kialakított tanúhegy,
- deflációs tanúhegy: a defláció, azaz a szél eróziós tevékenysége által kialakított tanúhegy,
- monadnock (kőbörc): aprózódási vagy mállási folyamatokból (kőfolyás) visszamaradt tönkmaradványhegy,
- pajzs-, zonális és azonális szigethegyek.

### Kőzetanyaga szerint
vulkanikus, 
- bazalt (sapkás),
- gránit,

üledékes,
- homokkő,
- kvarc.

### Forma szerint
- tábla,
- kúp (deflációs tanúhegy[3])

## Kialakulásának magyarországi példái

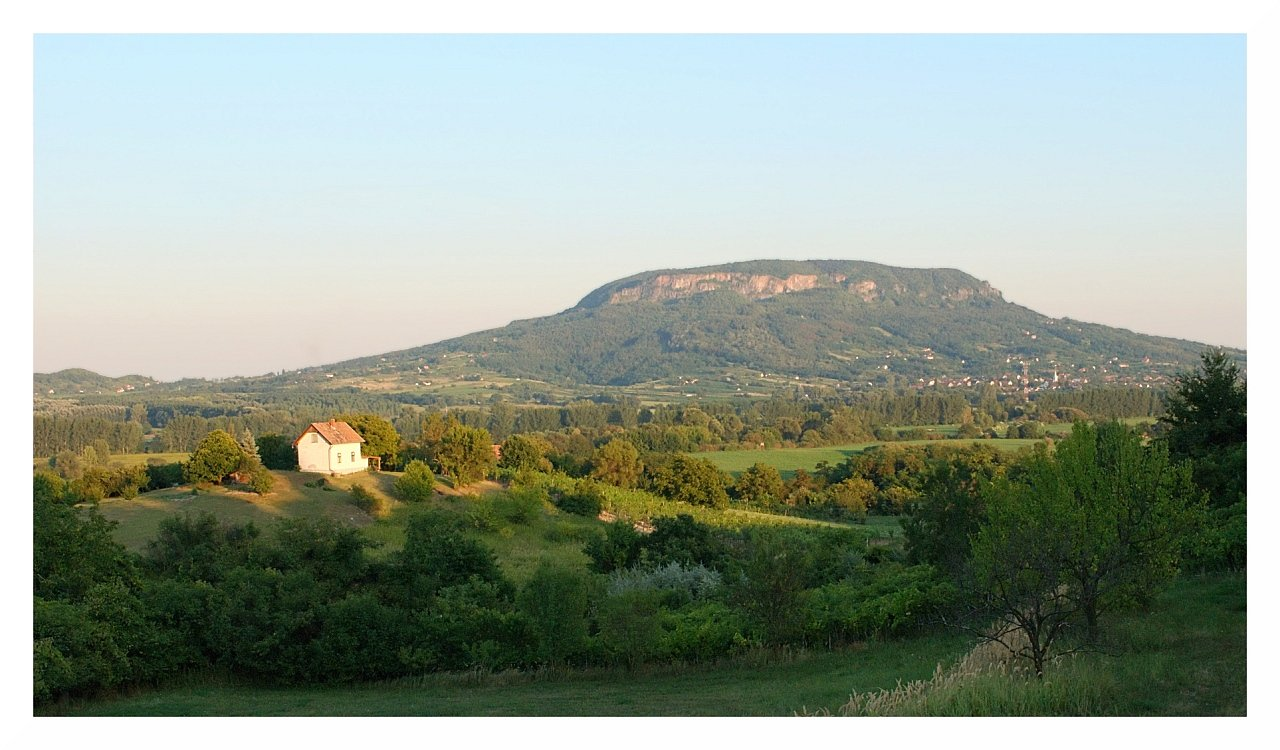
A Badacsony látképe

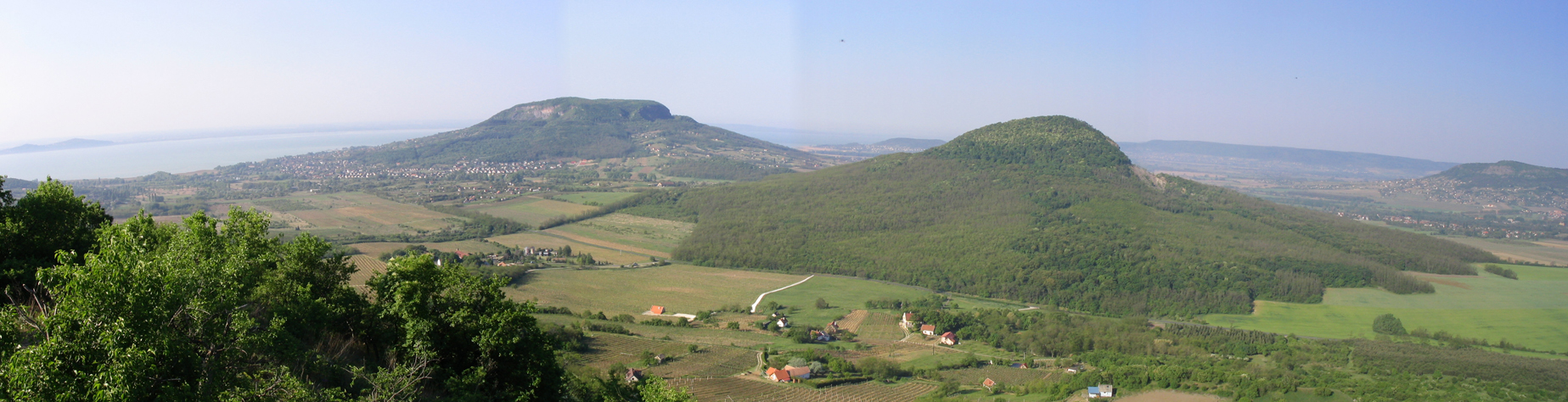
Balra a Badacsony, jobbra a Gulács mögöttük a Balaton

A szél deflációs tevékenységének jelentőségét a hosszanti völgyek kimélyítésében id. Lóczy Lajos (1913) és Cholnoky Jenő (1918) hangsúlyozták először hazánkban. Erre a megállapításra belső-ázsiai kutatási tapasztalataikra támaszkodva jutottak. A zalai meridionális völgyeket nagyméretű szélbarázdáknak, a köztes völgyközi hátakat pedig maradékgerinceknek (tanúhegyeknek) tekintették. Folyóvízi eróziós tevékenységgel is számoltak, de csak alárendelt szerepben. Sivatagi elméletük egyik bizonyítékának tekintették a Tapolcai-medence és a Kisalföld bazaltsapkás tanúhegyeit, melyek kialakulásában szintén a defláció elsődlegességét hangsúlyozták. A Zala-típusú és a bazaltsapkás tanúhegyek alapján arra a következtetésre jutottak, hogy más exogén folyamatok mellett főleg a defláció, kb. 100–200 méter vastag üledéket pusztított le a felső-pannon rétegekből. 
A zalai meridionális völgyek keletkezési korával kapcsolatban azonban Pécsi Márton (1986) vizsgálataira támaszkodva az mondható el, hogy a völgyek a pleisztocénnél korábban mélyültek ki, mert az Unio-s (bérbaltavári) keresztrétegzett homok Az egyik, még napjainkban is képviselt irányzat szerint (Bulla B. 1964, Marosi S. − Szilárd J. 1981 Somogyi S. 1997) a feltöltődés nagyobbrészt csak a pannon utáni korszakban fejeződött be, így az egész pliocént (régebben felsőpliocén) egy fluviolakusztrikus időszakként értékelték. A fluviolakusztrikus jelző egy átmeneti − tavi, folyóvízi − állapotot jelez. Ennek a fluviolakusztrikus időszaknak a jellegzetes üledékének tekintették az Unio wetzleri-s keresztrétegzett homokot. • Hosszú múltra tekint vissza az elképzelés is, amely szerint a „felsőpliocén keresztrétegzett homok denudált felsőpannóniai szárazulati felszínre települt folyóvízi üledék” (Ádám L. 1975). E teória szerint a pannon végére – pliocén elejére a tó nagy része feltöltődött, az ún. Szlavóniai-beltó területére húzódott vissza. Az elképzelés első megfogalmazója Sümeghy J. (1923, 1953) volt.
Az újabb kutatások tovább pontosították a Pannon-beltó feltöltődésének a folyamatát, ill. ezzel párhuzamosan a keresztrétegzett homokok korát. Pécsi M. (1986, 1987, 1988) a folyórendszer kialakulását és az ehhez kapcsolódó „Unio wetzleri”-s keresztrétegzett homok felhalmozódását a pontusi emelet és a pliocén közötti átmeneti periódusra, a Bérbaltavári korszakra helyezte, amelyet megelőzött a Pannon-beltó visszahúzódása, a már korábban, főleg deflációs úton kipreparálódott völgyekben és azok oldalában is megtalálható. A magas ártéri területeken az egykori Duna-ágak között alacsony futóhomokbuckák sorakoznak.

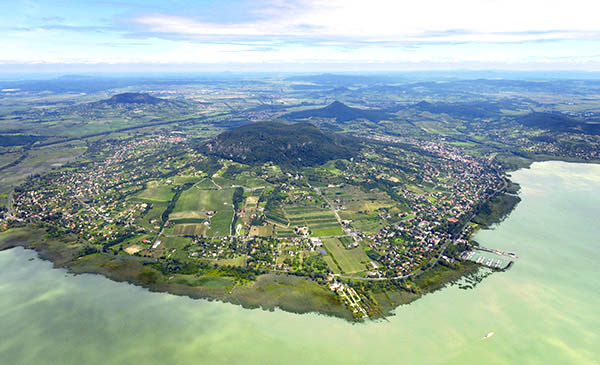
Balaton-felvidéki tanúhegyek

A Csepel-Solti-síkságból kiemelkedő két tanúhegyet (Solti-halom, Tétel-halom) a Duna vágta le a Mezőföld pereméről.
Az egykori tenger alatti vulkántevékenységnek az eredménye, amely létrehozta a Balaton-felvidéken a Tapolcai-medence hegyeit (Badacsony, Szent György-hegy, Csobánc, Gulács, Tóti-hegy, Haláp) valamint ezektől távolabb északra a síkságból kiemelkedő, egymástól elszigetelten álló bazaltkúpjait, a Somlót, a tőle méreteiben kisebb Kis-Somlót és a Ságot.

### Badacsony
A Badacsony kialakulásának története – a Tapolcai-medence többi tanúhegyével együtt – régmúlt időkbe nyúlik vissza. Mintegy 260 millió éve, a földtörténeti óidő, a paleozoikum vége felé szertekalandozó folyóvizek teregették el a kavicsos-homokos üledéküket. Ennek összecementálódott anyaga építi fel a szomszédos Örsi-hegy tömegét. A rákövetkező triász időszakban a Tethys-óceán öntötte el a vidéket, agyagos, meszes és dolomitos iszapot hagyva hátra, amelyek az idők folyamán márgává, mészkővé és dolomittá szilárdultak. Az ezutáni 190 millió évről csak elképzeléseink vannak, mivel egy szárazföldi lepusztulás eltüntette a fiatalabb kőzeteket, csupán a miocén kortól ismerjük megint a földtörténeti eseményeket. 

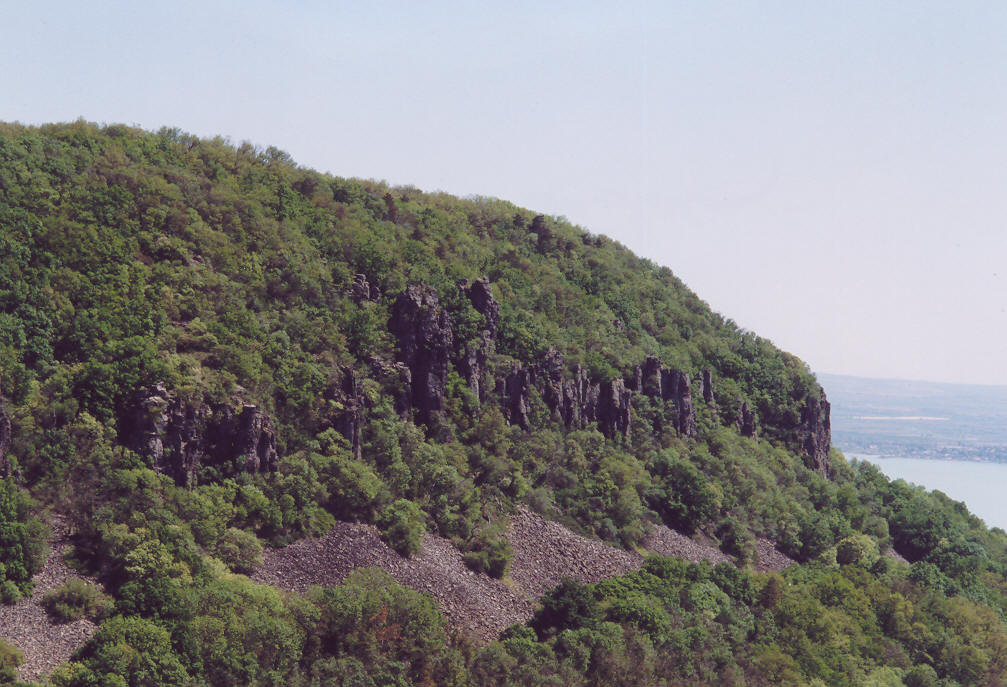
A Badacsony

Ekkor – mintegy 20 millió éve – a megélénkülő földszerkezeti mozgások hatására süllyedni kezdett a Tapolcai-medence, ugyanakkor a Keszthelyi-fennsík és a Balaton-felvidék megkezdte az emelkedését. 
A medencét elöntő félig sós vizű miocén tengert hozzávetőlegesen 11 millió éve „felváltotta” a Pannon-tenger, amely a világtengerektől elzáródva fokozatosan kiédesedett, majd beltóvá alakult. Homokos-agyagos üledékeinek lerakódásával egy időben, nagyjából 4,5 millió éve kezdődött meg a táj mai arculatát meghatározó bazaltvulkanizmus, és kb. 3 millió éve csendesedett el. A hordalékokkal feltöltődött Pannóniai-beltó medencéje addigra szárazulattá vált és fokozatosan tovább emelkedett, aminek következtében megindult rajta a lepusztulás. A laza, cementálatlan üledékeket lemosta a víz, elfújta a szél, kialakult a tanúhegy-jellegű táj. A jégkor idején az élénkebb mozgás hatására fokozódott az erózió, majd mintegy 20 ezer évvel ezelőtt, többszöri beszakadás után létrejött a Balaton.

### Somló

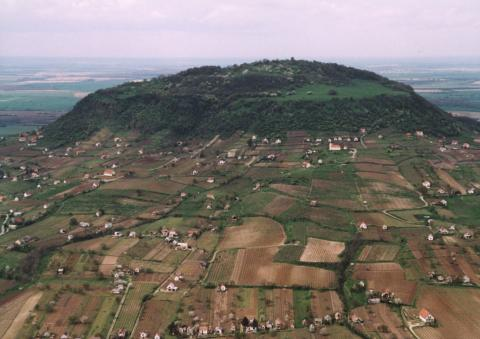
A Somló-hegy

A Somló jellegzetes bazaltvulkanikus tanúhegy, lepusztulását elősegítette a szél: a Pannon-tenger megszáradt üledékét felkapva hatalmas felhőkben szállította dél felé, egyre jobban letarolva az eredeti felszínt, de a megkeményedett lávával, bazalttal nem bírt. A területen keresztülrohanó csapadékvíz, a patakok, folyók vize is rombolta a felszínt egyre jobban mélyülő medrével. A térszín lassan süllyedt, s így a Somló bazaltkúpja egyre jobban kiemelkedett.